# Polygala securidaca
Polygala securidaca är en jungfrulinsväxtart som beskrevs av Chod.. Polygala securidaca ingår i släktet jungfrulinssläktet, och familjen jungfrulinsväxter. Inga underarter finns listade i Catalogue of Life.